# 輔助醫療業管理局
輔助醫療業管理局（英語：Supplementary Medical Professions Council）是根據香港法例第359章《輔助醫療業條例》在1980年10月1日成立的法定機構。現任主席為蔡永忠。

## 職能
- 負責註冊及紀律監管醫務化驗師、職業治療師、視光師、物理治療師、放射技師五類專業人士。
- 促進上述五類專業在專業實務及專業操守方面達到足夠水準。
- 協調與監督根據《輔助醫療業條例》為五個專業成立的五個委員會的活動；及進行由《輔助醫療業條例》指派的任何其他職能。

## 歷任主席
- 鄧惠瓊（2001年10月1日－2005年9月30日）[1][2]
- 梁乃江（2005年10月1日－2011年9月30日）[3][4]
- 蘇碧嫻（2011年10月1日－2015年9月30日）[5][6]
- 左偉國（2015年10月1日－2018年9月30日）[7]

## 外部連結
- 輔助醫療業管理局 （页面存档备份，存于）